# Klaus Hoffmann-Hoock
Klaus Hoffmann-Hoock (ur. 30 stycznia 1951 w Duisburgu, Niemcy, zm. 14 października 2017) – niemiecki multiinstrumentalista i kompozytor, jeden z przedstawicieli niemieckiego rocka elektronicznego.

## Życiorys

### Lata 70.
Karierę muzyczną Klaus Hoffmann-Hoock rozpoczął w 1966 roku grając na gitarze. W 1967 roku założył swój pierwszy zespół, z którym po raz pierwszy wystąpił publicznie. W 1969 roku założył zespół Archaeopteryx, który w 1971 przekształcił się w Impuls. Zespół ten występował jako wykonawca towarzyszący takim formacjom jak Nektar, UFO czy holenderski Earth & Fire. Po zespole pozostały tylko taśmy z nagraniami, które wskazują na wpływy muzyczne wczesnego Pink Floyd czy Hawkwind.
W 1972 roku Klaus Hoffmann-Hoock uczestniczył jako widz w koncercie zespołu Genesis. Duże wrażenie wywarła na nim gra Tony’ego Banksa na melotronie; w przyszłości miał to być jego ulubiony instrument.
W latach 1973–1978 Klaus Hoffmann-Hoock eksperymentował z przyjaciółmi i gośćmi. Zbudował własne studio, wyposażone między innymi w dwuścieżkowy magnetofon Akai, urządzenia typu delay, prosty stół mikserski, magnetofon czterościeżkowy Teac. W 1973 roku kupił sobie Mini-Moog, instrument spopularyzowany już wcześniej przez takich muzyków jak Keith Emerson czy Walter Carlos, a w następnych latach kolejne syntezatory, między innymi Mark V Mellotron, należący uprzednio do Klausa Schulzego. W 1975 roku postanowił tworzyć muzykę elektroniczną.
W latach 1976–1978 Klaus Hoffmann-Hoock występował w niemieckim zespole Alma Ata jako klawiszowiec, gitarzysta i autor tekstów. Zespół ten, grający raczej konwencjonalny rock, pozostawił po sobie trzy single i dwa albumy. Klaus Hoffmann-Hoock ponadto był zaangażowany w produkcję muzyki filmowej i reklamowej. W 1977 roku otrzymał od wytwórni Cain Records propozycję nagrania własnego albumu, do czego jednak nie doszło z powodu intryg kolegów z Alma Ata. Niektóre ze zrealizowanych wówczas nagrań ukazały się po latach na albumie Space Gems, firmowanym przez zespół Cosmic Hoffmann.

### Lata 80.
Na początku lat 80. Klaus Hoffmann-Hoock założył razem z klawiszowcem Georgiem Mahrem i autorem tekstów Andreasem Hubem zespół Cosmic Hoffmann. W 1981 roku podpisał kontrakt nagraniowy z EMI wydając pod jej szyldem jeden singiel Cosmic Hoffmann, „Weltraumboogie”/„Space-Disco” (1982). W 1982 roku artysta odbył swoją pierwszą podróż do Indii. Wówczas pojawiła się w jego myślach koncepcja zespołu, który tworzyłby muzykę inspirowaną muzyką obszaru, który odwiedzał. Kolejnym impulsem w tym kierunku stała się dla niego muzyka Petera Michaela Hamela, a zwłaszcza album Dharana, nagrany przez zespół Between, w skład którego wchodził Hamel. Materiał muzyczny zawarty na tym albumie stanowił kwintesencję wpływów azjatyckim pokreślonych grą gamelan, balijskiego zespołu muzyki tradycyjnej. Klaus Hoffmann-Hoock postanowił pójść w tym kierunku.
W latach 1983–1985 intensywnie pracował nad swoim pierwszym albumem, Paradise a w 1986 założył zespół Mind Over Matter. Muzyka tego zespołu była podsumowaniem dotychczasowych doświadczeń Klausa Hoffmanna-Hoocka oraz wpływów muzyki Dalekiego Wschodu. Klaus Hoffmann-Hoock grał na gitarze elektrycznej i instrumentach klawiszowych, a także na instrumentach azjatyckich jak hinduski sitar. Do współpracy byli też zapraszani inni muzycy. Zespół miał ambicję tworzenia czegoś nowego i wyjątkowego; w jego muzyce pojawiały się reminiscencje muzyczne ze Sri Lanki, Tajlandii, Indii, Indonezji, Birmy czy Tybetu. W 1985 roku podpisał kontrakt nagraniowy z wytwórnią płytową Innovative Communications (IC), która w kolejnych latach wydawała albumy Mind Over Matter.
W 1987 ukazał się (jako LP) debiutancki album zespołu, Music for Paradise, będący rozwinięciem koncepcji Paradise, nieukończonego albumu Klausa Hoffmanna-Hoocka. Koncepcja artystyczna tego albumu (jeden długi utwór i kilka krótszych) legła u podstaw następnych wydawnictw zespołu Mind Over Matter. W jego skład wchodzili wówczas, oprócz Klausa Hoffmanna-Hoocka, między innymi Peter Jörgens (tabla), Heinz Weidenbrück (gitara basowa i fortepian elektryczny), Michael Grüterich (melotron i Mini-Moog, teksty), Yves Greder (śpiew). W 1985 roku podpisał kontrakt nagraniowy z wytwórnią płytową Innovative Communications (IC), która w następnych latach wydawała albumy Mind Over Matter.
W 1988 roku ukazał się drugi album zespołu, The Colours of Life a 16 września 1989 odbył on swe debiutanckie tournée po Belgii (Antwerpia) i Niemczech (Brema). Do zespołu dołączyła też żona artysty, Dagmar (jako Dagi Daydream-Hoffmann), która śpiewała, a także wykonywała performance w trakcie występów.

### Lata 90.
W 1990 roku ukazał się trzeci album zespołu. Zatytułowany Trance ‘n’ Dance zawierał muzykę nawiązującą do doświadczeń progresywnych w dorobku artysty, widocznych w takich utworach „Children of the Midnight” i „Jack the Bear”, znak rozpoznawczy Mind Over Matter.
W 1992 roku ukazał się czwarty album zespołu, In Search of Eternity, z wyróżniającymi się utworami: „Journey to Eternity i „Pilgrims of Eternity", odzwierciedlający wpływy buddyjskie pod którymi Klaus Hoffmann-Hoock wówczas się znajdował. Wydany w 1995 roku album Palace of the Winds zdobył wiele międzynarodowych nagród. Zainteresowaniem, zarówno krytyków, jak i melomanów, cieszył się zwłaszcza utwór „Shangri-La", którego wersja koncertowa przyczyniła się do wzrostu popularności zespołu.
Skład Mind Over Matter ulegał wielokrotnym zmianom. Całe lata 90. przebiegały pod znakiem intensywnej działalności nagraniowej i koncertowej, głównie w Niemczech, gdzie artysta pozostaje najbardziej znany. Wydany w 1997 roku album Avatar stanowił mix najlepszych utworów artysty z dziedziny rocka progresywnego. Wyróżniał się utwór tytułowy, utrzymany w klimacie rocka elektronicznego. W 1999 roku artysta postanowił reaktywować zespół Cosmic Hoffmann, który zadebiutował albumem Beyond the Galaxy. W 2000 roku wytwórnia IC została sprzedana DA Music, zachowała jednak prawa do wydawania nagranych dotychczas albumów Mind Over Matter. Klaus Hoffmann-Hoock założył w tym samym czasie własną wytwórnię Heart & Mind, w której był jedyną osobą odpowiedzialną za cały proces twórczy.

### XXI wiek
Wytwórnia IC, już pod nowym kierownictwem, wydała dwa albumy DVD Mind Over Matter, Asia Vol.1 i Asia Vol.2, zawierającymi akustycznie poprawione wersje (w systemie 5.1) najlepszych utworów artysty oraz oryginalny zapis filmowy jego podróży i rzadkie wideoklipy z koncertów Mind Over Matter. W 2004 roku ukazał się kolejny album zespołu, On the Wings of the Wind, wydany po raz pierwszy przez Heart & Mind. W 2007 roku został wydany album Space Gems, zawierający archiwalne nagrania artysty z lat 1975–1979.

## Współpraca z innymi artystami
Nagrywając dla IC Klaus Hoffmann-Hoock współpracował również z takimi artystami jak: Patrick Kosmos, Peter Mergener, Ron Boots, Thomas Fanger, Pyramid Peak i Stephen Parsick. Współpraca ta polegała między innymi na nagrywaniu partii gitary i melotronu do ich utworów.

## Dyskografia[2]

### Alma Ata
- 1976 – ...
- 1977 – Dreams

### Cosmic Hoffmann
- 1982 – „Weltraumboogie”/„Space-Disco” (7#-single)
- 1999 – Beyond the Galaxy (CD)
- 2000 – Shiva Connection (CD)
- 2005 – Electric Trick (CD)
- 2007 – Space Gems (CD-R)
- 2008 – Outerspace Gems
- 2009 – Hypernova
- 2010 – Astral Journey

### Mind Over Matter
- 1987 – Music for Paradise (LP, wydany jako CD w 1991)
- 1988 – The Colours of Life (LP/CD)
- 1990 – Trance 'n' Dance (CD i następne)
- 1992 – In Search of Eternity
- 1993 – Live in Concert (live)
- 1995 – Palace of the Winds
- 1997 – Shambhala – The Quiet Album
- 1998 – Avatar
- 2000 – Under the Stars (live)
- 2004 – On the wings of the wind
- 2005 – Indian Meditation
- 2006 – Indian Meditation II

#### Wideografia Mind Over Matter
- 1994 – Mind over Matter in Concert
- 1997 – Live in Concert
- 1998 – Live in Concert 25.10.1997 – Versmold
- 2002 – Asia Vol.1
- 2003 – Journey to Eternity – Asia Vol.2
- 2006 – Live in Concert at Lünen 21-3-1994
- 2006 – Live in Concert at Versmold 25-10-1997